# Aedes rusticus
Aedes rusticus là loài muỗi tương đối phổ biến ở châu Âu, chúng thường đốt người từ tháng 5 đến tháng 8.

## Phân bố
Aedes rusticus phân bố từ Anh (chủ yếu ở miền nam), Bỉ, Đan Mạch, Ba Lan, Nga, Balkan và vùng Tiểu Á.